# Marian Wysocki (1938–2017)
Marian Mikołaj Wysocki (ur. 4 lutego 1938 w Tomaszowie Lubelskim, zm. 2017) – polski działacz partyjny i państwowy, w latach 1983–1986 wojewoda zamojski.

## Życiorys
Syn Zygmunta i Marianny. Absolwent studiów magisterskich z inżynierii chemicznej na Politechnice Warszawskiej. Ukończył też Szkołę Główną Planowania i Statystyki, gdzie w 1973 obrobił pracę doktorską z ekonomii pt. Czynniki czasu w rachunku efektywności inwestycji pisaną pod kierunkiem Zdzisława Fedorowicza.
W latach 50. i 60. pracował w zakładach przemysłowych Warszawy (m.in. FSO). W 1964 wstąpił do Polskiej Zjednoczonej Partii Robotniczej, należał także do Towarzystwa Przyjaźni Polsko-Radzieckiej, w którym został prezesem zarządu wojewódzkiego. W latach 1968–1970 pracował w bankowości (m.in. w Narodowym Banku Polski), po czym przeszedł do Komitetu Centralnego PZPR jako I II sekretarz Oddziałowej Organizacji Partyjnej przy Wydziale Ekonomicznym KC. Od 1976 do 1983 pracował w Komisji Planowania przy Radzie Ministrów. Od czerwca 1983 do stycznia 1986 sprawował funkcję wojewody zamojskiego, następnie był I sekretarzem Komitetu Wojewódzkiego PZPR w Zamościu. W latach 1986-1989 był członkiem Komisji ds. Wewnątrzpartyjnych oraz Działalności Partii w Organach Przedstawicielskich i Administracji Państwowej Komitetu Centralnego.
Pracował później na stanowisku dyrektorskim w dziale kredytowym PKO BP i jako szef projektu dystrybucji powszechnych świadectw udziałowych.